# Gare routière Victoria (Londres)
La gare routière Victoria (Victoria coach station) est située dans le centre de Londres dans le quartier de Westminster, à environ 300 mètres au sud-ouest de la gare ferroviaire Victoria. Il s'agit de la principale gare routière de Londres, elle dessert toutes les régions du Royaume-Uni ainsi que l'Europe continentale. Il s'agit d'un bâtiment de style Art déco classé, construit en 1932.
Ainsi elle joue un rôle important pour les Lignes régulières d'autocar au Royaume-Uni.
La plupart des destinations internationales sont desservies par Eurolines, et la plupart des destinations nationales par National Express et Megabus. Depuis le 23 juillet 2012, les cars Ouibus de la SNCF desservent également cette gare routière et offrent des liaisons directes depuis et vers Lille-Europe, Paris-Bercy et, depuis le 17 décembre 2012, Lyon-Perrache.

## Desserte
La gare est desservie par les sociétés suivantes : David Urquhart, Ecolines, Evan Evans, Eurolines, Ouibus, Interbus Kosice, Megabus, National Express, Premium Tours, Sindbad (pl), FlixBus, IC Bus, Airport Bus Express, Transmarian, Euro Mega Travel.

## Accès
La gare routière Victoria est accessible en transports en commun depuis la station de métro Victoria, desservie par la Circle Line, la District Line et la Victoria Line. De nombreuses lignes de bus marquent également l'arrêt devant la gare routière.

## Illustration

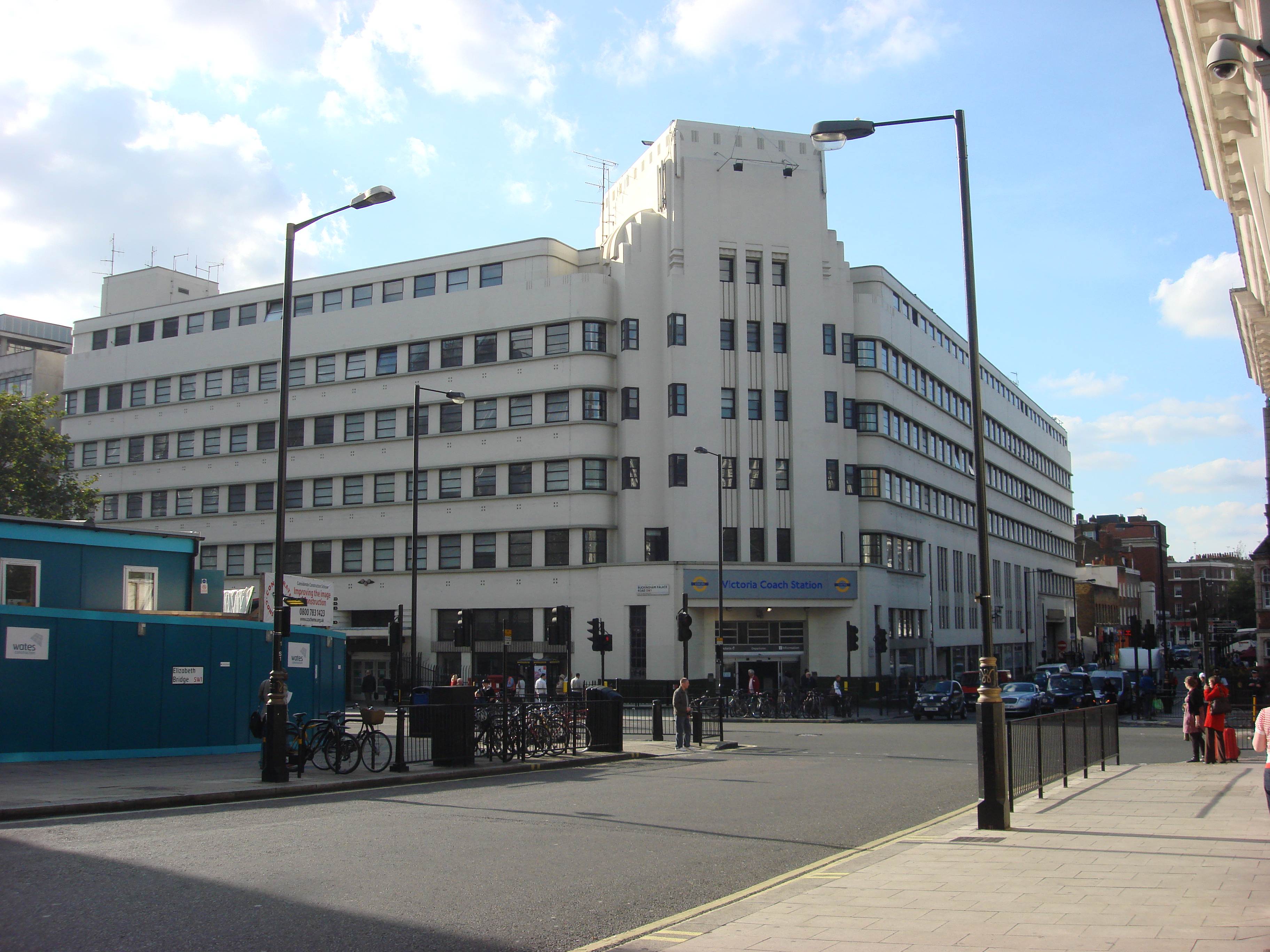
Extérieur de la gare
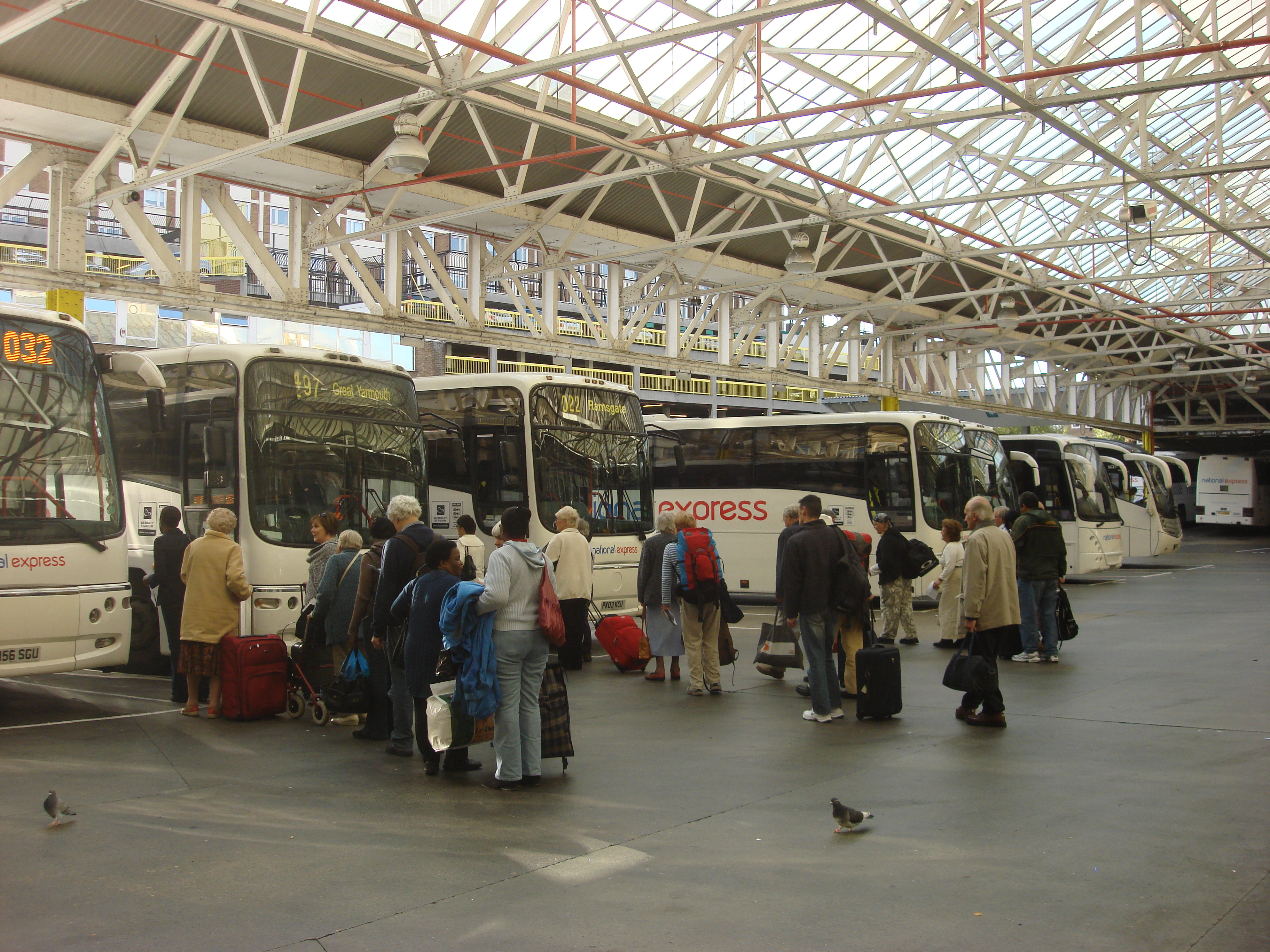
Quai d'embarquement des cars protégés sous une marquise
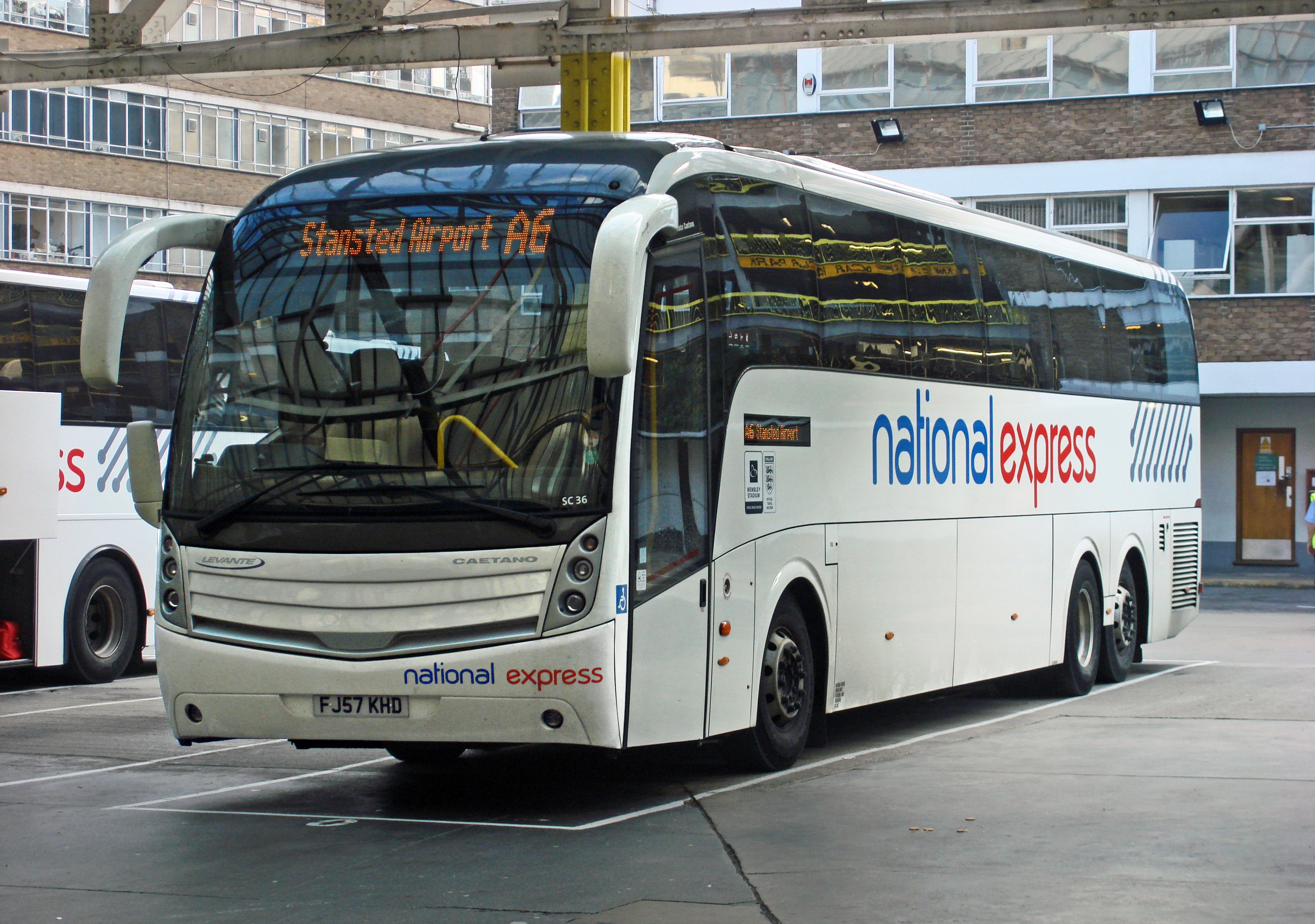
Un bus de National Express de la route A6 à la gare routière Victoria Coach Station.
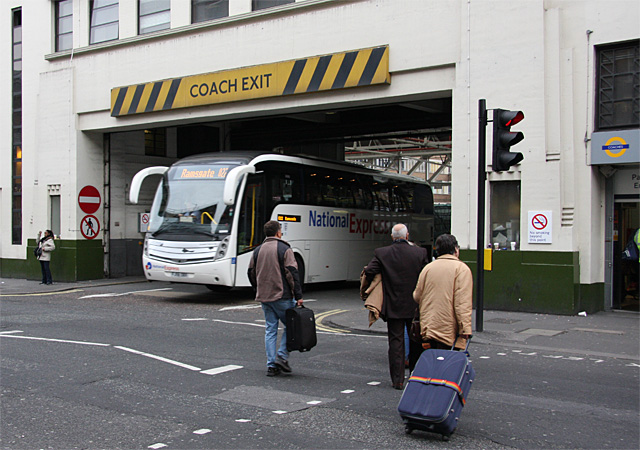
Sortie d'autocar de la gare routière